# Christopher Maboulou
Christopher Maboulou (Montfermeil, 19 maart 1990 – aldaar, 10 januari 2021) was een Frans voetballer die bij voorkeur als vleugelspeler speelde. Hij verruilde in 2014 LB Châteauroux voor SC Bastia.

## Clubcarrière
Maboulou kwam uit de jeugd van Châteauroux, waarvoor hij op 9 april 2010 debuteerde in de Ligue 2 tegen Stade Laval. Zijn eerste doelpunt volgde op 1 oktober 2010 tegen Stade Reims. In 2014 trok hij transfervrij naar SC Bastia. Bij zijn debuut in de Ligue 1 scoorde hij tweemaal tegen Olympique Marseille.
Maboulou overleed in januari 2021, 30 jaar oud, als gevolg van een hartstilstand.
2 Diallo ·
3 Benhaïm ·
5 Squillaci ·
8 Danic ·
9 Raspentino ·
10 Houri ·
11 Brandão ·
12 Keita ·
13 Koné ·
14 Mostefa ·
15 Oniangué ·
16 Leca ·
17 Peybernes ·
18 Cahuzac  ·
19 Ngando ·
23 Djiku ·
24 Jebbour ·
28 Marange ·
29 Cioni ·
30 Vincensini ·
33 Coulibaly ·
Coach: Printant